# Cuaespinós funest
El cuaespinós funest (Synallaxis hellmayri) és una espècie d'ocell de la família dels furnàrids (Furnariidae). Fins fa poc s'ha classificat com a única espècie del gènere Gyalophylax.